# Giovanni Gradenigo
Giovanni Gradenigo (zm. 8 sierpnia 1356) – doża Wenecji od 1355 do 1356.